# Невельштейн Самуїл Григорович
Самуїл Григорович Невельштейн (нар. 22 березня 1903, Херсон, Російська імперія — пом. 16 листопада 1983, Ленінград, СРСР) — радянський художник, живописець, графік, педагог, член Ленінградської організації Спілки художників РРФСР.

## Біографія
Невельштейн Самуїл Григорович народився 22 березня 1903 року в Херсоні. Рано втративши батька, вже в тринадцять років працював підручним ливарника на заводі. У 1919 добровольцем пішов до лав Червоної Армії. Після демобілізації повернувся до Херсона. Працював на маслоробному заводі робітником. У 1923 році по путівці заводу приїхав до Москви і вступив на робітфак при Вищих художньо-технічних майстернях (ВХУТЕМАС).
У 1927 році Самуїл Невельштейн закінчив московський ВХУТЕМАС і поїхав до Ленінграда, де поза конкурсом був прийнятий на відділення живопису ВХУТЕІНа. Займався у Василя Савинського, Аркадія Рилова. У 1931 році Невельштейн закінчив Інститут Пролетарського образотворчого мистецтва (так з 1930 по 1932 роки називався колишній ВХУТЕІН; з 1932 року — Ленінградський інститут живопису, скульптури і архітектури) з присвоєнням звання «художника масово-побутової живопису». Дипломною роботою стала картина «Дитяче свято».
Після закінчення інституту Невельштейн продовжив навчання в аспірантурі. Одночасно з 1934 року його залучають до педагогічної роботи у щойно організованій за ініціативою Сергія Кірова Школі юних обдарувань, перетвореної незабаром на Середню художню школу (СХШ) при Всеросійській Академії мистецтв. Школа спрямовувала розвиток дитячої художньої освіти в СРСР. Досвід СХШ широко пропагувався Невельштейном; він виступав з доповідями на ряді нарад, у тому числі на Всесоюзній конференції з середньої та художньої освіти в 1940 році.
У 1935 році Самуїл Невельштейн став членом Ленінградської Спілки радянських художників.
Після початку німецько-радянської війни Невельштейн вступив до народного ополчення і до весни 1942 року залишався в блокадному Ленінграді. Наприкінці березня 1942 року був евакуйований на Урал до Киштима. У Киштимі створив серію графічних портретів і акварельних пейзажів, показаних після повернення до Ленінграда на персональній виставці 1944 року в Ленінградській Спілці художників.
З 1928 року Самуїл Невельштейн брав участь у виставках ленінградських художників. Після війни залишив педагогічну діяльність і цілком віддався творчій роботі. Писав портрети, жанрові композиції, краєвиди, натюрморти. Працював у техніці акварелі та олійного живопису. Провідною темою творчості став портрет молодого сучасника. Мальовничу манеру художника відрізняли стриманий колорит, широта письма, що посилилася з роками, інтерес до передачі світла та повітря і найтонших відтінків тональних відносин.
Помер Самуїл Невельштейн 16 листопада 1983 року в Ленінграді на 81-му році життя.

## Творчість
Образи сучасників, створені Самуїлом Невельштейном, незмінно відрізнялися глибиною передачі характеру і вільним володінням технікою живопису, акварелі, рисунка.
Автор картин «Хмари» (1936), «Перед грозою» (1948), «Сірий день» (1950), «Оля» (1954), «Троянди», «Осінній вечір. Юкки», «Портрет художника» (обидві 1956), «Весна», «Аня», «Оля», «Золотий день», «Сутінки» (всі 1957), «Студентка Закія», «Квітень» (обидві 1958), «Дівчина з червоною стрічкою», «Партизанка», «Наташа» (всі 1959), «Портрет медсестри Полякової» (1960), «Герой Радянського Союзу Лія Магдагулова», «Восьмикласник» (обидві 1961), «Портрет польської студентки» (1962), «Коля», «Люся» (обидві 1965), «Останній сніг», «Осінній букет» (обидві 1972), «Урок історії» (1967), «На свято першого дзвоника», «Медсестра» (обидві 1975), «Катя» (1976), «Людмила», «Вероніка» (обидві 1977), «Альонушка» (1980), «Першокурсниця» (1982), «Наташа Семенова» (1983) тощо.
Персональні виставки художника були показані в Ленінграді (1944, 1956, 1964, 1968, 1985).
Мистецькі праці С. Г. Невельштейна знаходяться в музеях і приватних зібраннях в Росії, Великій Британії, Німеччини, Франції, США та інших країнах.